# جورج أرمسترونغ (سياسي نيوزيلندي)
جورج أرمسترونغ (بالإنجليزية: George Armstrong)‏ هو سياسي نيوزيلندي، ولد في 1822، وتوفي في 1 سبتمبر 1905. انتخب عضو مجلس النواب النيوزيلندي.